# Sandarna BK
Sandarna BK är en fotbollsklubb baserad i stadsdelen Majorna i Göteborg. Klubben grundades 1931 och har cirka 500 medlemmar, varav omkring 400 är aktiva spelare. Föreningen har 22 lag i olika åldersgrupper, från femåringar till seniorverksamhet. Herrlaget spelar 2025 i division 4.
Klubben har ibland kallats "Majornas Milan" på grund av sina klubbfärger och spelstil. Sandarna BK bedriver en omfattande barn- och ungdomsverksamhet och har även engagerat sig i att inkludera ensamkommande flyktingungdomar i föreningens aktiviteter.
Föreningen drivs ideellt och är beroende av frivilliga insatser för att upprätthålla sin verksamhet.